# Fort Wayne Mad Ants 2007-2008
La stagione 2007-08 dei Fort Wayne Mad Ants fu la 1ª nella NBA D-League per la franchigia.
I Fort Wayne Mad Ants arrivarono terzi nella Central Division con un record di 17-33, non qualificandosi per i play-off.

## Roster
| N° | Naz.                   | Ruolo | Sportivo          | Anno | Alt. | Peso |
| -- | ---------------------- | ----- | ----------------- | ---- | ---- | ---- |
| 10 | Stati Uniti (bandiera) | G     | Roderick Wilmont  | 1983 | 193  | 98   |
| 11 | Stati Uniti (bandiera) | P     | Earl Calloway     | 1983 | 191  | 79   |
| 14 | Stati Uniti (bandiera) | P     | Walker Russell    | 1982 | 183  | 77   |
| 15 | Stati Uniti (bandiera) | P     | Anthony Kyle      | 1982 | 173  | 74   |
| 17 | Stati Uniti (bandiera) | GA    | Sammy Mejía       | 1983 | 198  | 88   |
| 19 | Stati Uniti (bandiera) | A     | Ron Howard        | 1982 | 196  | 91   |
| 23 | Stati Uniti (bandiera) | GA    | Jeremy Richardson | 1984 | 198  | 84   |
| 24 | Stati Uniti (bandiera) | A     | Eric Smith        | 1983 | 203  | 95   |
| 32 | Stati Uniti (bandiera) | AG    | Nate Gerwig       | 1983 | 206  | 113  |
| 33 | Stati Uniti (bandiera) | A     | Corey Minnifield  | 1981 | 203  | 95   |
| 34 | Stati Uniti (bandiera) | C     | Larry Turner      | 1982 | 211  | 108  |
| 41 | Polonia (bandiera)     | C     | Łukasz Obrzut     | 1982 | 216  | 120  |
| 42 | Senegal (bandiera)     | C     | Cheikh Samb       | 1984 | 216  | 111  |
|    | Stati Uniti (bandiera) | G     | Dahntay Jones     | 1980 | 198  | 95   |
|    | Stati Uniti (bandiera) | A     | James Peters      | 1981 | 206  | 98   |
|    | Stati Uniti (bandiera) | AP    | Rob Griffin       | 1981 | 198  | 92   |
|    | Stati Uniti (bandiera) | C     | Harry Good        | 1981 | 206  | 102  |

## Staff tecnico
- Allenatori: Kent Davison (9-16)[1], Jaren Jackson (8-17)
- Vice-allenatori: Jaren Jackson (fino al 5 febbraio), Doug Noll
- Preparatore atletico: Pam Kutella